# Summer Festival
Pour les articles homonymes, voir Summer Festival (homonymie).
Le Summer Festival, ou Summerfestival, est un festival d'EDM ayant lieu à Anvers, en Belgique, le dernier week-end de juin, durant deux jours puis quatre en 2016. Créé en 2008, il est le deuxième plus gros festival belge de musique électronique après Tomorrowland, avec 150 DJ. Sa programmation, bien que variée, tourne autour de l'Eurodance et de la trance.

## Histoire
Le festival est fondé en 2008.
En 2013, le festival dure deux jours et les têtes d'affiche sont Hardwell et Nicky Romero. 55 000 festivaliers sont présents.
En 2014, le festival est composé de huit scènes ayant chacune une décoration et un thème propre. La programmation musicale varie en fonction de ces scènes, pouvant aller de la techno hardcore à la house ou la deep techno. Showtek, DVBBS, Don Diablo ou Michael Calfan font partie de l'affiche de cette édition. Martin Garrix, Martin Solveig et Afrojack font chacun un set remarqué. Il est organisé avec l'aide de 2 000 bénévoles ; la qualité de cette organisation ainsi que l'ambiance, composée de feux d'artifice, de cascades d'eau et surtout les décors, sont plus particulièrement soulignés par la presse. Pour l'année 2015, il est annoncé que ce festival se tiendra sur un lieu plus grand tout début juillet.
Dès mars 2015, l'affiche du festival est complète. Sont annoncés le numéro 1 du moment, Hardwell, ainsi que Yellow Claw ou Oliver Heldens. 70 000 spectateurs sont présents début juillet,.
Après une réorientation musicale et à cause du nombre décroissant de visiteurs, le festival décide de ne pas d'organiser en 2018.